# Rachel-Flore Pardo
Pour les articles homonymes, voir Pardo.
Rachel-Flore Pardo, née en novembre 1993, est une avocate, militante féministe et femme politique française. Elle participe en 2020 à la fondation de StopFisha, une association féministe de lutte contre le cybersexisme, les cyberviolences sexistes et sexuelles.

## Biographie

### Enfance et famille
Elle est issue dune famille juive. Une partie de sa famille paternelle a péri à Auschwitz, et sa famille maternelle vient de Tunisie,. Son arrière-grand-mère, Rachel Farkhi (née Suleima), née le 24 juillet 1898 à Salonique, est déportée de Drancy à Auschwitz, par le Convoi No. 71, en date du 13 avril 1944 avec sa grand-mère Judith (Jacqueline) Farkhi (plus tard épouse Pardo), née le le 4 septembre 1926 à Marseille (les deux survivent)  et avec son arrière grand-père Moïse Farkhi, né le 25 décembre 1892 à Smyrne, gazé dès son arrivée. Leur dernière adresse est au 14 avenue du Maréchal Foch à Marseille. Ses deux parents sont avocats.

### Formation
Elle suit un cursus entre l'Université Columbia, Sciences Po Paris et la Sorbonne et l'University de Warwick,.

### Carrière juridique
En 2019, elle devient avocate au barreau de Paris. Elle se spécialise en droit pénal et droit du numérique, notamment les questions de cyberharcèlement sexiste,,.

### Parcours politique
Elle est candidate aux élections européennes sur la liste Renaissance de Valérie Hayer.
Elle se présente aux élections législatives de 2024 à Paris, dans la 5ᵉ circonscription , sous l'étiquette Ensemble ! et obtient 30,18 % des voix, face à Pouria Amirshahi LÉ (NFP) qui obtient 54,24 % des voix,. Elle se prononce pour le retrait systématique des candidats arrivés troisième pour faire battre le rassemblement national.

## Féminisme et lutte contre le cyberharcèlement
Elle cofonde en 2020 StopFisha, une association féministe de lutte contre le cybersexisme, les cyberviolences sexistes et sexuelles,. En 2021, elle coordonne l'ouvrage collectif Combattre le cybersexisme, paru aux éditions Leduc. Elle milite pour faciliter les procédures judiciaires et accompagner les victimes de violences sexuelles. En 2021, elle est à l'origine avec Karen Noblinski d'une tribune, signée par cent avocats et intitulée « Il faut en finir avec l'aléa du dépôt de plainte » pour que les victimes puissent être assistées par un avocat dès le dépôt de plainte,,,. Elle milite également pour l'inscription du droit à l'IVG dans la constitution française,.

## Reconnaissance
En 2022, l’édition européenne du magazine américain Forbes la met en avant parmi trente personnalités de moins de 30 ans pour leur impact social[réf. nécessaire].

## Ouvrages
- Association StopFisha, Combattre le cybersexisme, Éditions Leduc, 26 octobre 2021, 208 p. (ISBN 9791028522476)[14]